# Championnat de La Réunion de football 2009
Navigation
D1P 2008 D1P 2010
Le Championnat de La Réunion de football 2009 est la 59e édition de la compétition. Il est remporté par La Tamponnaise.

## Les clubs de l'édition 2009

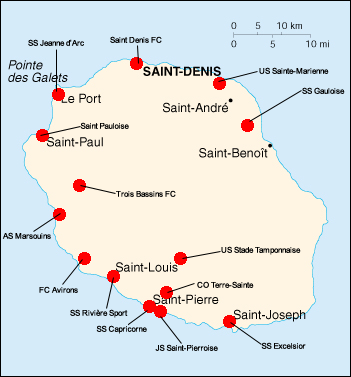
Localisation des clubs engagés dans le championnat.

- FC Avirons
- US Sainte-Marienne
- SS Capricorne (Saint-Pierre)
- SS Excelsior (Saint-Joseph)
- SS Gauloise (Bras Panon)
- SS Jeanne d'Arc (Le Port)
- AS Marsouins (Saint-Leu)
- Trois-Bassins FC
- SS Rivière Sport (Saint-Louis)
- Saint-Denis FC
- US Stade Tamponnaise (Le Tampon)
- JS Saint-Pierroise
- Saint-Pauloise
- CO Terre-Sainte

### Promus
- Saint-Pauloise
- CO Terre-Sainte

### Relégués
- SS Saint-Louisienne (Saint-Louis)
- AS Chaudron

## Classement final
| Rang | Équipe                   | Pts | J  | G  | N  | P  | Bp | Bc | Diff |
| ---- | ------------------------ | --- | -- | -- | -- | -- | -- | -- | ---- |
| 1    | US Stade Tamponnaise (C) | 82  | 26 | 16 | 8  | 2  | 40 | 15 | +25  |
| 2    | AS Excelsior             | 74  | 26 | 14 | 6  | 6  | 43 | 18 | +25  |
| 3    | Saint-Pierroise (T)      | 74  | 26 | 12 | 9  | 5  | 48 | 24 | +24  |
| 4    | SS Rivière Sports        | 69  | 26 | 11 | 10 | 5  | 33 | 32 | +1   |
| 5    | SS Jeanne d'Arc          | 68  | 26 | 12 | 6  | 8  | 39 | 29 | +10  |
| 6    | US Sainte-Marienne       | 65  | 26 | 9  | 12 | 5  | 43 | 33 | +10  |
| 7    | Saint-Pauloise FC (P)    | 63  | 26 | 9  | 10 | 7  | 38 | 27 | +11  |
| 8    | FC Avirons               | 59  | 26 | 10 | 3  | 13 | 33 | 43 | -10  |
| 9    | SS Capricorne            | 56  | 26 | 8  | 6  | 12 | 21 | 39 | -18  |
| 10   | Saint-Denis FC           | 54  | 26 | 7  | 7  | 12 | 30 | 34 | -4   |
| 11   | SS Gauloise              | 52  | 26 | 7  | 5  | 14 | 21 | 34 | -13  |
| 12   | CO Terre-Sainte (P)      | 50  | 26 | 5  | 9  | 12 | 21 | 31 | -10  |
| 13   | AS Marsouins             | 50  | 26 | 5  | 9  | 12 | 26 | 46 | -20  |
| 14   | Trois-Bassins FC         | 46  | 26 | 6  | 2  | 18 | 21 | 52 | -31  |

Note: Le CO Terre-Sainte est relégué au titre de la règle des confrontations particulières avec l'AS Marsouins.

## Meilleurs buteurs de l'édition 2009
| Rang | Joueur               | Club                 | Buts |
| 1    | Britton              | US Sainte-Marienne   | 20   |
| 2    | Blanchard Dogbo      | AS Excelsior         | 16   |
| 3    | Gabriel Pigrée       | US Sainte-Marienne   | 13   |
| 4    | Benoît Suzanne       | FC Avirons           | 10   |
| 4    | Éric Farro           | US Stade Tamponnaise | 10   |
| 4    | Jean-Michel Fontaine | US Stade Tamponnaise | 10   |

Dernière mise à jour le 23 mai 2010

## Sources
- Ligue de la Réunion